# Cristóbal de Araque
Cristóbal de Araque y Ponce de León (Pamplona, 1623-Madrid, 1667) fue un académico, sacerdote católico, escritor, educador, artista y teólogo español. 
Araque fue el primer rector de la Colegio Mayor de Nuestra Señora del Rosario, elegido por el propio fundador de la institución, el arzobispo de Santafé Cristóbal de Torres. Como rector, Araque logró la aprobación de la constitución fundacional de la institución de manos del rey Felipe IV, pero murió en España antes de regresar a Nueva Granada.